# Hrabstwo Washington (Georgia)

Piramida wieku hrabstwa

Hrabstwo Washington (ang. Washington County) – hrabstwo w stanie Georgia w Stanach Zjednoczonych. Jego siedzibą administracyjną jest Sandersville.

## Historia
Hrabstwo zostało założone w 1784 roku.
Nazwa hrabstwa pochodzi od nazwiska George'a Washingtona (1732–1799), pierwszego Prezydenta Stanów Zjednoczonych.

## Geografia
Według spisu z 2011 obszar całkowity hrabstwa obejmuje powierzchnię 684,37 mil2 (1773 km²), z czego 680,34 mil2 (1762 km²) stanowią lądy, a 4,03 mil2 (11 km²) stanowią wody.

### Miejscowości
- Davisboro
- Deepstep
- Harrison
- Oconee
- Riddleville
- Sandersville
- Tennille

### Sąsiednie hrabstwa
- Hrabstwo Glascock, Georgia (północny wschód)
- Hrabstwo Jefferson, Georgia (wschód)
- Hrabstwo Johnson, Georgia (południe)
- Hrabstwo Wilkinson, Georgia (południowy zachód)
- Hrabstwo Baldwin, Georgia (zachód)
- Hrabstwo Hancock, Georgia (północny zachód)

## Demografia
Według spisu z 2020 roku liczy 19 988 mieszkańców, co oznacza spadek o 5,7% w porównaniu z poprzednim spisem z roku 2010. Według danych pięcioletnich z 2021 roku 53,2% to czarnoskórzy lub Afroamerykanie, 44,2% biali (42,1% nie licząc Latynosów), 1,7% miało rasę mieszaną, 0,7% Azjaci i 0,2% to rdzenna ludność Ameryki. Latynosi stanowili 3% populacji hrabstwa.

## Polityka
W wyborach prezydenckich w 2020 roku, 50% głosów otrzymał Joe Biden i 49,2% przypadło dla Donalda Trumpa. 